# Mikser planetarny

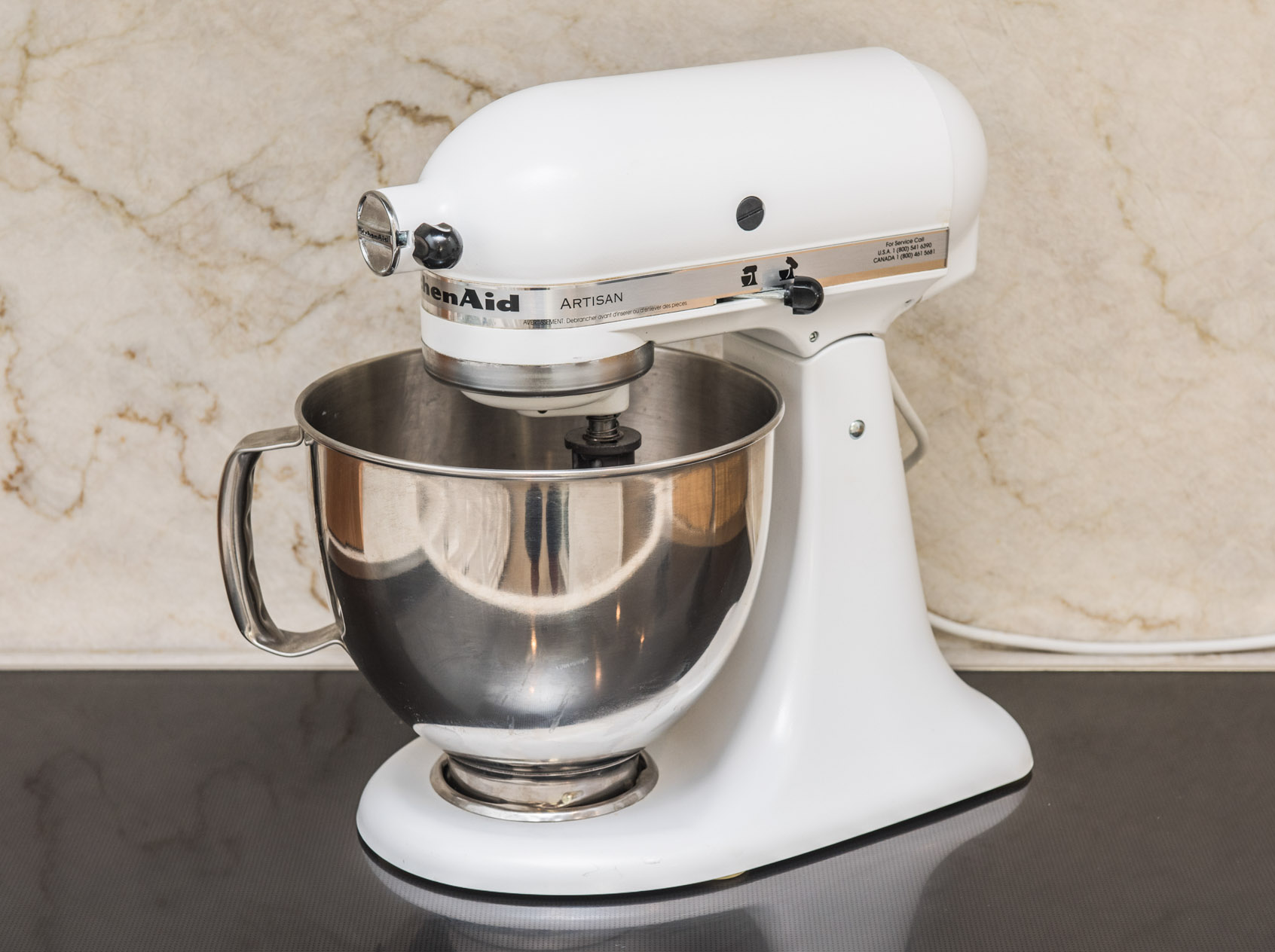
Mikser planetarny

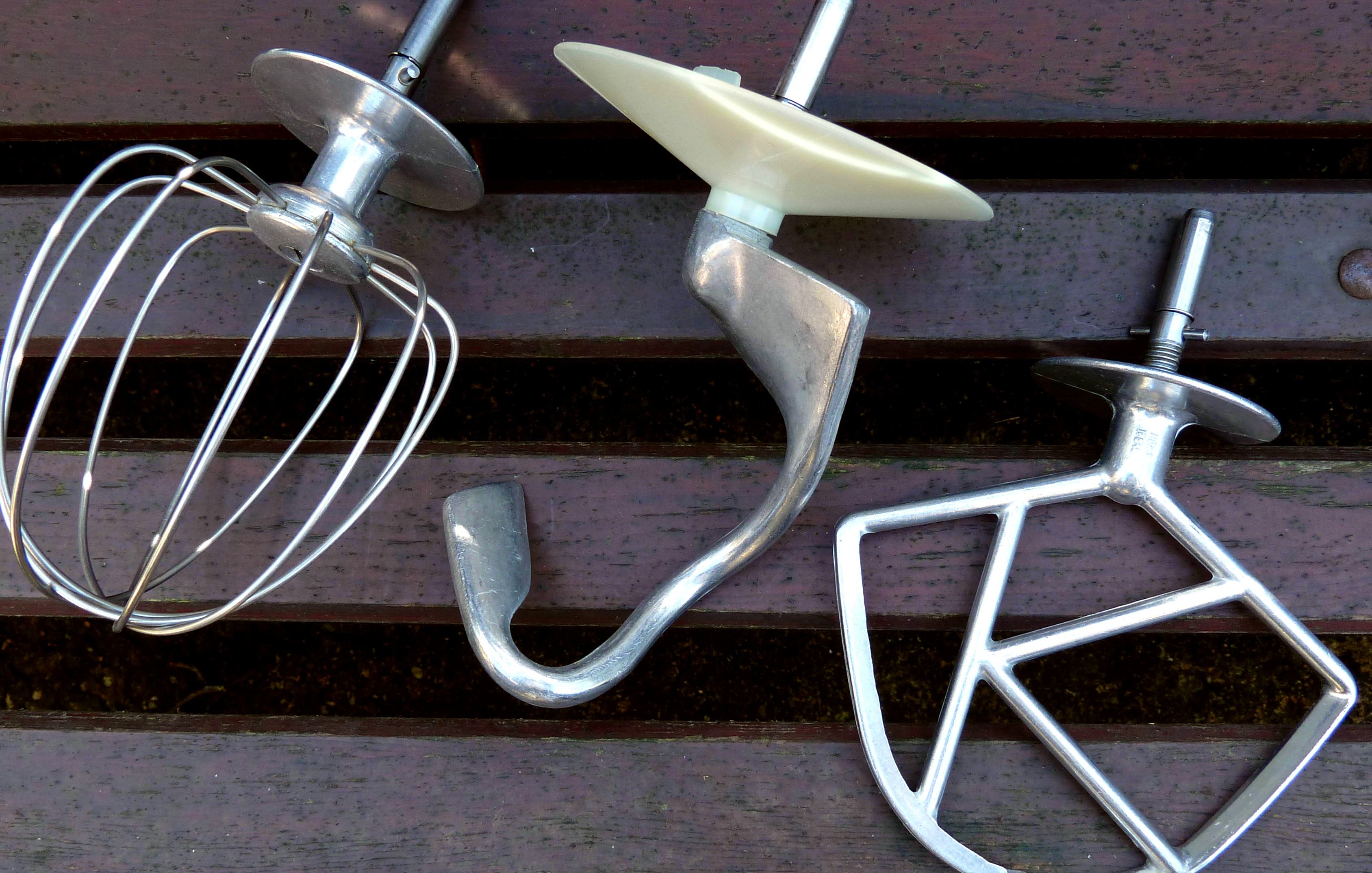
Podstawowe końcówki do miksera planetarnego, od lewej: trzepaczka (do ubijania), hak (do wyrabiania ciężkich i gęstych ciast), mieszadło (do mieszania i ucierania)

Mikser planetarny – elektryczny sprzęt kuchenny służący do mieszania, ucierania, urabiania i ubijania produktów spożywczych, dysponujący większą mocą i zapewniający wyższą wydajność oraz wyższą jakość przygotowywanego produktu spożywczego niż ręczny mikser kuchenny. W przeciwieństwie do innych tego typu urządzeń nie można go odłączyć od podstawy, jednak nie wymaga ciągłego trzymania w trakcie (często długiej) jego pracy. W mikserze planetarnym nie ma ruchomej miski, lecz nieruchomy pojemnik, na czas pracy przytwierdzany sztywno do podstawy, nazywany również „kociołkiem” lub „dzieżą”.
Urządzenia tego typu zaczęto produkować w USA we wczesnych latach 20. XX w. Wzorowane były na maszynach przemysłowych. Jednak po początku produkcji mikserów ręcznych zmniejszyło się zainteresowanie nimi w gospodarstwach domowych.

## Budowa i charakterystyka miksera
Zasadniczą częścią miksera planetarnego jest podstawa z podnoszonym ramieniem, wewnątrz którego mieści się silnik elektryczny. Na końcu ramienia znajduje się gniazdo na końcówki, np. mieszadło, trzepaczkę do ubijania, hak do wyrabiania ciast o dużej gęstości. Pod ramieniem, w podstawie miksera jest umieszczona miska. Zazwyczaj w komplecie z urządzeniem znajduje się pokrywa miski, która zapobiega rozpryskiwaniu i rozchlapywaniu żywności poza miskę w czasie pracy miksera. Urządzenia pozbawione pokrywy zwykle są wyposażone w funkcję łagodnego rozpędu, która zapobiega rozchlapywaniu. Pojemność miski wynosi najczęściej od 3 do 7 l (dla urządzeń domowych) lub od 7 do kilkudziesięciu l (dla maszyn profesjonalnych). W mikser jest wbudowany regulator prędkości jego pracy. Końcówek używa się pojedynczo, a nie podwójnie, jak w przypadku ręcznych mikserów kuchennych.
W mikserze tego typu mieszadła lub inne końcówki wykonują ruchy planetarne (mieszanie wielokierunkowe), czyli obracają się wokół własnej osi, a dodatkowo wokół miski (przypominają ruch planet, stąd nazwa miksera). Dzięki temu produkt w pojemniku jest o wiele lepiej obrabiany niż podczas użycia miksera ręcznego, nawet zamontowanego na podstawie. Mieszadło porusza się w obrębie całego wnętrza miski, wybierając składniki z każdego jej miejsca i zapewniając doskonałe wymieszanie składników. Ponadto mikser planetarny nie wymaga dużego nakładu pracy osoby obsługującej, ponieważ po włączeniu wykonuje całą pracę samodzielnie.
Wadą tego typu urządzeń jest ich stosunkowo wysoka cena, duży rozmiar, często też duża masa. Dlatego urządzenie głównie używane jest w restauracjach, barach, cukierniach, firmach cateringowych itp.
Bardziej rozbudowany mikser planetarny może mieć funkcję mielenia (również mielenia kawy), szatkowania, wyciskania. Tak rozbudowany sprzęt zastępuje kilka mniejszych urządzeń, co daje oszczędności miejsca i finansowe.